# Gaël Kakuta
Gaël Kakuta (* 21. Juni 1991 in Lille) ist ein französisch-kongolesischer Fußballspieler. Er steht seit Sommer 2024 beim FC Esteghlal in der iranischen Liga unter Vertrag.

## Karriere

### Verein
Kakuta begann in Lille mit dem Fußball spielen. 1999 wechselte er in die Jugendabteilung des RC Lens. 2004 wurde er ausgewählt, ein spezielles Fördertraining des Centre de Préformation de Football in Liévin zu erhalten. Zwei Jahre lang nahm er fast täglich daran teil, an den Wochenenden lief er weiterhin für Lens auf.
2007 wechselte Kakuta in die Juniorenabteilung des englischen Topklubs FC Chelsea. Gleich in seinen ersten Trainingseinheiten und Spielen begeisterte er die Fans und seine Teamkollegen und wurde nach seiner ersten Saison mit dem Academy Scholar of the Year Award ausgezeichnet. Nach zwölf Toren in 24 Einsätzen für das Jugendteam wurde er auch zum Academy Player of the Year gewählt. In der Saison nahm er für Chelsea zudem am Champions Youth Cup teil. In der Saison 2008/09 nahm er regelmäßig am Training der ersten Mannschaft teil. Im Januar 2009 erlitt er in einem Freundschaftsspiel einen doppelten Knöchelbruch und fiel für sechs Monate aus. Nach seiner Genesung gab die FIFA am 3. September 2009 bekannt, dass Kakuta für einen Vertragsbruch bei seinem Wechsel zu Chelsea im Jahr 2007 für vier Monate gesperrt wird und eine Strafe in Höhe von 780.000 Euro zu zahlen hat. Dem FC Chelsea wurden sämtliche Transferaktivitäten bis Januar 2011 verboten. Im Februar 2010 wurden beide Strafen jedoch wieder aufgehoben.
In der Saison 2009/10 debütierte Kakuta am 21. November 2009 in der Premier League, als er im Spiel gegen die Wolverhampton Wanderers für Nicolas Anelka eingewechselt wurde. Am 8. Dezember 2009 absolvierte er gegen APOEL Nikosia seinen ersten Einsatz in der Champions League. In seinem dritten Ligaeinsatz am 16. Oktober 2010 gegen Aston Villa stand er erstmals in der Startformation.
Da er in der Hinrunde der Saison 2010/11 auf lediglich vier Ligaeinsätze kam, war der von vielen europäischen Topvereinen begehrte Kakuta unzufrieden mit seiner Situation und zog einen Wechsel in Betracht. Im Dezember 2010 verlängerte er jedoch seinen zum Saisonende auslaufenden Vertrag bei Chelsea bis 2015.
Am 26. Januar 2011 wurde bekannt, dass Kakuta auf Leihbasis bis zum Ende der Saison 2010/11 zum FC Fulham wechselt. Seinen Einstand für die Whites gab er am 2. Februar 2011 gegen Newcastle United. Beim 3:0-Sieg gegen den AFC Sunderland erzielte er am 30. April 2011 sein erstes Tor in der Premier League.
Am 31. August 2011 gab der FC Chelsea bekannt, dass Kakuta bis zum 31. Dezember 2011 an die Bolton Wanderers ausgeliehen werde. Die zweite Saisonhälfte wurde er an FCO Dijon ausgeliehen. Sein erstes Spiel in der Ligue 1 absolvierte er am 28. Januar 2012 gegen Olympique Lyon. Am 31. August 2012 wurde Kakuta für ein Jahr an Vitesse Arnheim ausgeliehen. Die Leihe wurde später für die Saison 2013/14 verlängert. Zum Jahreswechsel 2013/14 wurde die Leihe vorzeitig beendet. Ende Januar 2014 wurde er in die italienische Serie A an Lazio Rom weiterverliehen.
Nach einem Serie-A-Einsatz wurde Kakuta für die Saison 2014/15 in die spanische
Primera División an Rayo Vallecano ausgeliehen.
Zur Saison 2015/16 wechselte Kakuta zum FC Sevilla, für den er nur zwei Ligaspiele absolvierte.
Nach einer Saison in der Chinese Super League bei Hebei China Fortune wechselte er im Rahmen einer Ausleihe im Juni 2017 zurück nach Frankreich zum Ligue-1-Aufsteiger SC Amiens. Mitte Juli 2018 unterschrieb er beim spanischen Verein Rayo Vallecano einen Vertrag mit einer Laufzeit bis Sommer 2022. In der Saison 2018/19 bestritt er 12 von 38 möglichen Ligaspielen für Vallecano. Nach einer Hüftverletzung im November 2018 war er nur noch sporadisch zum Einsatz gekommen.
Zur Saison 2019/20 wurde er erneut zum SC Amiens ausgeliehen. Bis zum Abbruch der Saison infolge der COVID-19-Pandemie bestritt Kakuta 24 von 28 möglichen Ligaspiele für den Verein.
Mitte Juli 2020 wurde eine Ausleihe für die Saison 2020/21 zum RC Lens vereinbart. Dabei wurde vereinbart, falls der Verein auch in der Saison 2021/22 in der ersten Liga spielt, dass dann Kakuta endgültig für weitere zwei Jahre zu Lens wechselt. Die trat zwar ein, doch schon im Oktober 2022 folgte der erneute Wechsel zum Zweitligisten SC Amiens.

### Nationalmannschaft
Für die französische U-16-Nationalmannschaft schoss er in zwölf Einsätzen fünf Tore. Er debütierte am 4. Oktober 2007 im Spiel gegen die Schweiz in der U-17-Nationalmannschaft. Es folgten weitere 13 Einsätze, in denen er drei Treffer erzielen konnte, darunter einige Einsätze bei der U-17-Europameisterschaft 2008, bei der er mit seinem Team das Finale erreichen konnte, welches allerdings mit 0:4 gegen Spanien verloren wurde. Für die U-18-Nationalmannschaft spielte er nur fünf Mal, konnte aber drei Tore erzielen. 2010 nahm er an der U-19-Europameisterschaft in Frankreich teil und konnte mit einem 2:1-Finalerfolg über Spanien den Titel gewinnen. Mit zwei Treffern in fünf Spielen und guten Leistungen wurde er nach dem Turnier mit dem Golden Player Award als bester Spieler ausgezeichnet. Am 7. Oktober 2010 debütierte Kakuta im Spiel gegen Portugal in der U-20-Nationalmannschaft. Bei der U-20-Weltmeisterschaft 2011 in Kolumbien stand er im Kader der Franzosen und wurde in allen sieben Partien eingesetzt, konnte jedoch keinen Treffer erzielen. Frankreich scheiterte im Halbfinale an Portugal und belegte schließlich den vierten Platz. Sein erstes Spiel für die französische U-21-Auswahl absolvierte er am 7. Oktober 2011 in der Qualifikation zur U-21-Europameisterschaft 2013 im Spiel gegen Kasachstan.
Am 26. März 2017 folgte dann im Testspiel gegen Kenia sein Debüt für die kongolesische A-Nationalmannschaft. Bei der 1:2-Niederlage im Kenyatta Stadium von Machakos kam Kakuta über die kompletten 90 Minuten zum Einsatz und erzielte den Ehrentreffer seiner Mannschaft. Aktuell kommt der Mittelfeldakteur auf 13 Länderspiele mit zwei erzielten Toren für die Auswahl.

## Titel und Erfolge
Verein
- FA Cup: 2010
- FA Youth Cup: 2010

Nationalmannschaft
- U-19-Europameister: 2010
- U-17-Vize-Europameister: 2008

## Auszeichnungen
- Golden Player als bester Spieler der U-19-EM 2010
- Academy Scholar of the Year 2008
- Academy Player of the Year 2008